# 密閉
| ウィキペディアには「密閉」という見出しの百科事典記事はありません（タイトルに「密閉」を含むページの一覧/「密閉」で始まるページの一覧）。 代わりにウィクショナリーのページ「密閉」が役に立つかもしれません。 |